# Daitrosister setulosus
Daitrosister setulosus är en skalbaggsart som först beskrevs av August Reichensperger 1923.  Daitrosister setulosus ingår i släktet Daitrosister och familjen stumpbaggar. Inga underarter finns listade i Catalogue of Life.